# 素敵なママ
『素敵なママ』（すてきなママ、原題：That's My Mommy, 1955年11月19日）は『トムとジェリー』の作品のひとつ。

## 概要
前作『ひげも使いよう』まで長らく「トムとジェリー」の短編作品に製作として携わってきたフレッド・クインビーの退社後、製作・監督両方がハンナ＝バーベラ名義となった最初の作品。また、本作以降シネマスコープで製作されるようになる。

## スタッフ
- 製作・監督 - ウィリアム・ハンナ、ジョセフ・バーベラ
- 作画 - ケネス・ミューズ、エド・バージ、アーヴン・スペンス、ルイス・マーシャル
- レイアウト - ディック・ビッケンバック
- 背景 - ロバート・ジェントル
- 音楽 - スコット・ブラッドリー

## 作品内容
卵を温めるアヒルの巣から卵が1つ転げ落ちる。卵は付近で眠っていたトムの尻に押し潰され、中から子アヒルが誕生した。アヒルはインプリンティングの習性で、トムのことを母親だと思い込んでしまう。
トムはこれ幸いとばかりにそのアヒルを食べようとする。その度にジェリーはアヒルを救い出そうとするのだが、トムを母親だと信じて疑わないアヒルの子は、ジェリーから逃げ出しトムに擦り寄り続け、調理工程さえも自分への寵愛と解釈してしまう。そんなアヒルにジェリーは「ネコとアヒルの違い」を絵本で教え込もうとするが、全く理解を得られない。そのうちジェリーはトムに捕らえられ、井戸に投げ込まれてしまう。
邪魔者がいなくなったところでトムは再び台所で料理の下準備。アヒルは「ママがまたご飯を作ってくれている。たまには休ませてあげよう」と考え、代わりに料理を作ると言い出す。レシピに目を通したところ、そこには「アヒルのシチュー。まず、子アヒルを沸騰したお湯の中へ…」という一文が。ジェリーが見せた絵本を思い出したアヒルはついに真実を悟る。アヒルはショックを受けつつも、愛する「ママ」が望むのならと親孝行のつもりで食べてもらう事を決意する。アヒルは悲しい表情で惜別の言葉を残し自ら鍋の中に飛び込もうとしたが、既のところで改心したトムが引き止め、アヒルは九死に一生を得る。それまでアヒルを「獲物」としか見ていなかったトムの心に初めて「子」としての愛情が芽生えたのだ。
一方、なんとか井戸から脱出したジェリーは、トムとアヒルが川で仲良く泳いでいる姿を目撃。さながらアヒルのように泳ぎアヒルのように鳴くネコを指差し、満面の笑みをたたえて「僕のママだよ！」と視聴者に誇る子アヒルだった。
また、絵本版ではアヒルの子が本当の母と再会し、トムたちと和解するオチとなっていた。

## 登場キャラクター
トム
卵から生まれた子アヒルを食べようと企むが、最終的に子アヒルに対する愛情が生まれ、自ら「子アヒルの親になる」ことを選んだ。
ジェリー
トムに食べられそうになった子アヒルを救い、「トムは君の母親ではない」旨を絵本で教えるも信じてもらえない。その後は、子アヒルとトムが仲良くしている様子を目にする。
子アヒル
アヒルの巣から転げ落ちた卵より生まれ、刷り込み効果により初めて見たトムを母親と思い込む。トムが自身を食べようとしている事に気付かず、実の母親ではない事も全く信じようとしない。やがてトムの真意を知るとショックを受けたものの自らシチューの具になることを決意するが、改心したトムに引き止められる。その後は本当の親子のようにトムと仲睦まじく川で泳いでいた。

## 日本でのテレビ放映
TBS系列及び他系列で、1964年-1990年頃まで時折放映された。DVDにも収録。